# Omar Gavin
Omar Keith Gavin (ur. 23 sierpnia 1974) − jamajski bokser, dwukrotny medalista mistrzostw Karaibów.

## Kariera amatorska
W 2006 reprezentował Jamajkę na igrzyskach Wspólnoty Narodów. Rywalizację w kategorii półciężkiej rozpoczął od walki z Benjaminem McEachranem, z którym przegrał przed czasem w pierwszym starciu, odpadając z dalszej rywalizacji.
W 2004 i 2005 zdobywał medale na mistrzostwach Karaibów.